# 7000 Eichen
7000 Eichen – Stadtverwaldung statt Stadtverwaltung (7000 dębów – zalesianie miasta zamiast administracji miasta) – plenerowy projekt artystyczny Josepha Beuysa, zaprezentowany w 1982 na wystawie documenta 7.
Beuys z pomocą wolontariuszy zasadził w ciągu kilku lat w Kassel 7000 dębów, a przy każdym z nich umieszczono bazaltowy kamień. Celem projektu było zwrócenie uwagi na powszechną urbanizację i zapewnienie zrównoważonego krajobrazu miasta. Beuys użył wobec projektu określenia Soziale Plastik – „społeczna rzeźba”. Kontrowersyjny początkowo projekt stał się charakterystycznym elementem przestrzeni miejskiej Kassel.
W 1987, na wystawę documenta 8 projekt został ukończony.

## Powstanie

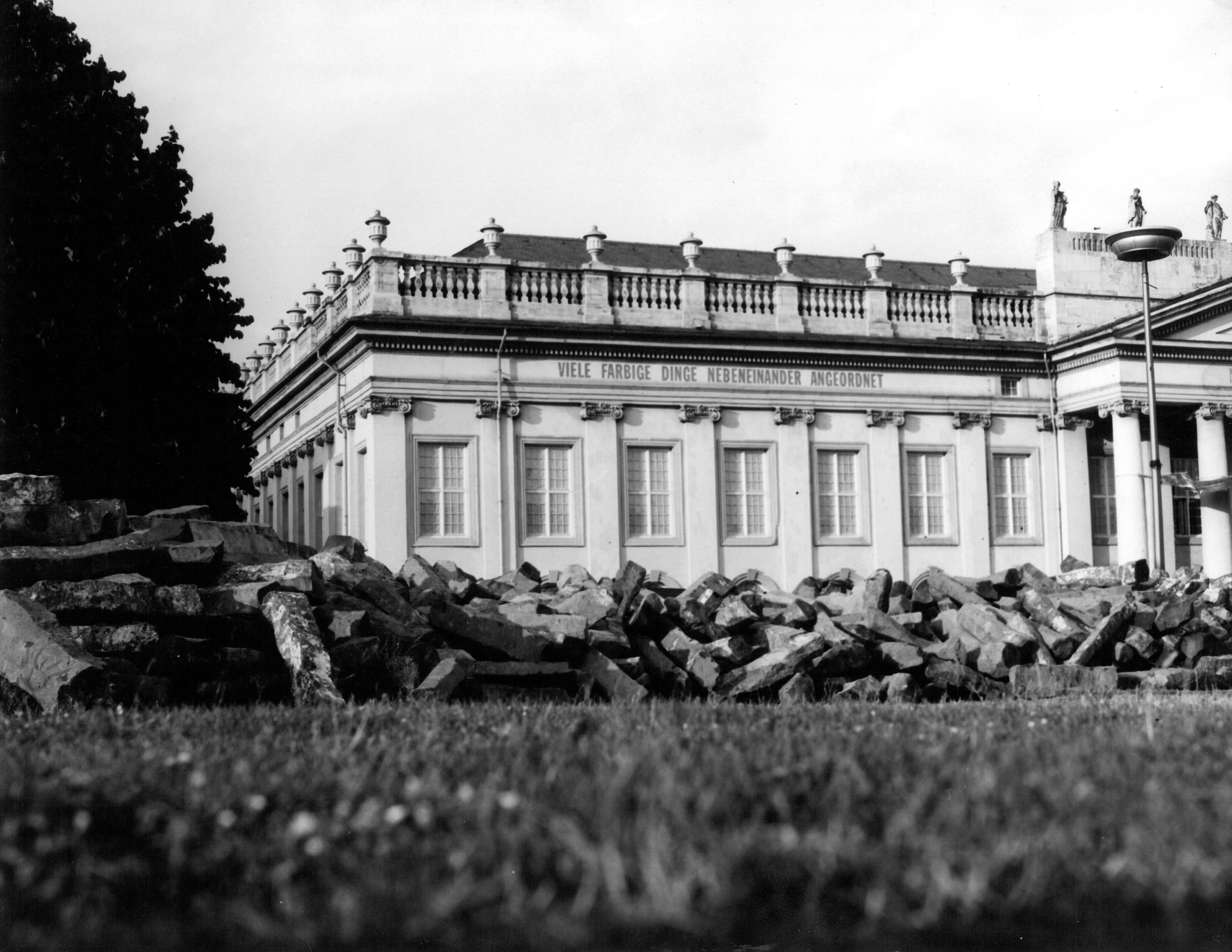
documenta 7 – bazaltowe stele na Friedrichsplatz

Joseph Beuys zorganizował w ramach Free International University biuro koordynacyjne projektu, które zajmowało się finansowaniem, zakupami, współpracą z miastem (uzgadnianie lokalizacji drzew) oraz w planowaniu i wykonywaniu nasadzeń.

Chciałem całkowicie wyjść na zewnątrz i symbolicznie zapoczątkować przedsięwzięcie, które zregeneruje życie ludzkości wewnątrz ciała ludzkiego społeczeństwa, i by w takim połączeniu przygotować pozytywną przyszłość.

W 1982 Beuys, pod nazwą „7000 Eichen – Stadtverwaldung statt Stadtverwaltung”, zwiózł przed inauguracją wystawy documenta 7 7000 bazaltowych kolumienek, kojarzących się ze stelami i uformował z nich na Friedrichsplatz, przed muzeum Fridericianum stertę o podstawie klinowatego trójkąta. Przy jednym z wierzchołków figury zasadził w marcu 1982 pierwszy dąb, w sąsiedztwie kolumny. Miejsce z kamieniami miało według Beuysa pełnić rolę wskaźnika rozwoju. Im więcej posadzono drzew w Kassel, tym mniejsza stawała się plenerowa „rzeźba” z kamieni. „Ani rozbudowa, ani rozbiórka, raczej jedno i drugie wzajemnie zależne od siebie”.
Każdy darczyńca po wpłacie 500 marek mógł zabrać jeden z bazaltowych bloków i w innym miejscu posadzić sadzonkę dębu, obok którego stawiano kawałek skały. Beuysowi zależało przy tym,

... by każdy pomnik składał się z żyjącej części, tej ciągle zmieniającej się w czasie istoty – drzewa, i skrystalizowanej części, utrzymującej formę, wielkość, masę

Dla Beuysa akcja była „przypomnieniem dawnej struktury organizacyjnej”. Szpalery drzew były wówczas masowo wycinane, by poszerzyć ulice. Drzewa mają zająć z powrotem własne miejsce.
Beuys udzielał drzewom podmiotowości i zauważał brak praw roślin (analogicznie do praw zwierząt i praw człowieka):

Są pozbawione praw. Dokładnie wiedzą, że są pozbawione praw. Zwierzęta, drzewa, wszystko pozbawione praw. Chciałbym tym drzewom i tym zwierzętom dać prawa.

### Finansowanie
Uruchomienie projektu wsparła New Yorker Dia Art Foundation, później znana jako Dia Center for the Arts. Pozostała kwota miała pochodzić z datków osób prywatnych, przedsiębiorstw i instytucji. Drzewo kosztowało 500 marek (255 euro). Do wpłat zachęcały przede wszystkim plakaty.
Pomimo międzynarodowej rozpoznawalności Josepha Beuysa odzew był niewystarczający. Artysta został zmuszony do pozyskania części kwoty samemu. 30 czerwca 1982 Beuys rozebrał na części replikę korony cara Iwana Groźnego, wykonaną w latach 60. XX wieku na zlecenie restauratora Helmuta Mattnera i przetopił ją na Zająca pokoju wraz z wyposażeniem (na rzeźbę składała się wysoka na 30 cm figurka zająca i słońce). Rzeźbę nabył mieszkający w Stuttgarcie kolekcjoner Joseph W. Fröhlich za kwotę 777 000 marek (397 000 euro). Prócz tego Beuys wystąpił w 1984 w emitowanej w Japonii telewizyjnej reklamie whisky marki Nikka, z komentarzem: Joseph Beuys wystąpił, by wesprzeć swoje przedsięwzięcie ekologiczne. Wypowiedź: „Upewniłem się, że ta whisky jest rzeczywiście dobra.” przyniosła mu 400 000 marek. Beuys skomentował swoje zaangażowanie następująco: „Przez całe życie reklamowałem, ale trzeba się czasami zainteresować, co reklamowałem”. Beuys sprzedawał poza tym plakaty z dębami.
Około milion marek udało się uzyskać z aukcji dzieł 34 artystów, którzy na ten cel podarowali swoje prace. Wśród nich byli Sandro Chia, Walter Dahn, Jannis Kounellis i Andy Warhol, a aukcje zorganizowano w kwietniu 1985 w Tybindze i w Bielefeld.
7000 dębów jest największym i najtrwalej oddziałującym przedsięwzięciem w karierze Beuysa, a z budżetem 4,3 mln marek (2,2 mln euro) – również jedną z najdroższych akcji artystycznych tamtego okresu.

### Realizacja

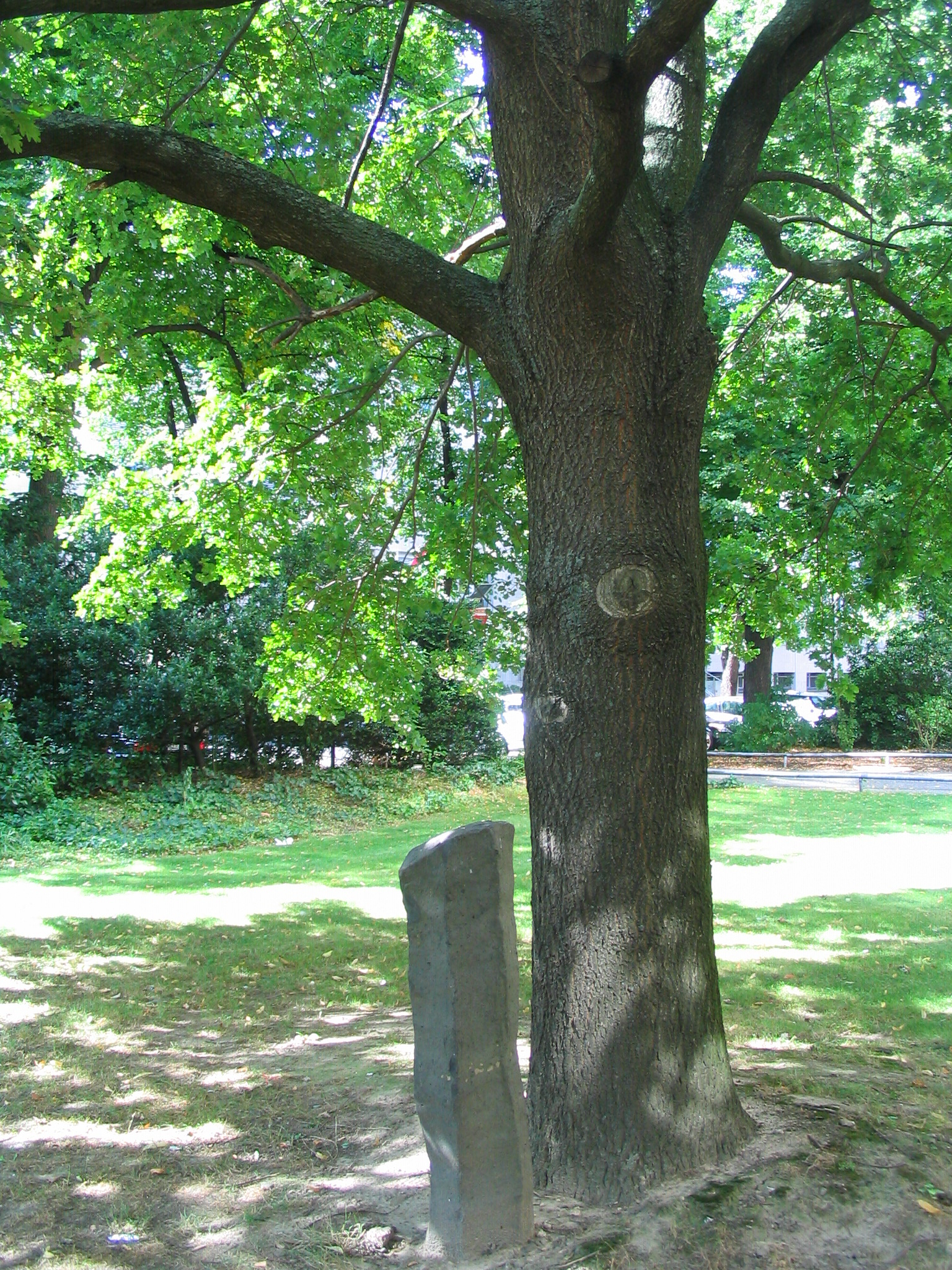
Dąb i bazaltowa kolumna. 29 lat po posadzeniu, Düsseldorf 2012

Pięć lat upłynęło do wywiezienia ostatniej kolumny ze sterty przed Museum Fridericianum. Sadzono dęby szypułkowe, amerykańskie dęby błotne, dęby czerwone, a także 36 innych gatunków, wśród nich trzy miłorzęby dwuklapowe, po jednym klonie jesionolistnym, glediczji i tulipanowcu.
Beuys nie dożył końca akcji; zmarł 23 stycznia 1986. W 1987, podczas documenta 8 w obecności żony – Evy Beuys i syna Wenzela Beuysa zakończono akcję: potomek posadził 12 czerwca 1987 ostatnie drzewo, obok pierwszego, posadzonego jeszcze w 1982 dębu.

### Kontynuacje i nawiązania
Dia Center for the Arts, która wsparła finansowo w 1986 inicjatywę Beuysa, zasadziła w 1988 na 548 West 22nd Street w Nowym Jorku pięć drzew, wraz z bazaltowymi kamieniami. W maju 1996, przy udziale miejskiego zarządu parków, New York Tree Trust, Arthur Ross Foundation, miejscowych galerii i osób prywatnych dosadzono 18 drzew. Prócz dębów błotnych i czerwonych pojawiły się m.in. lipy i miłorzęby.
23 listopada 1983, na skwerze przed ministerstwem gospodarki, MŚP i transportu kraju związkowego Nadrenia Północna-Westfalia przy Haroldstraße 4, w obecności Josepha Beuysa zasadzono dąb wraz z bazaltową kolumną. Był to podarunek prezesa banku WestLB, Friedla Neubera dla ministra gospodarki, Reimuta Jochimsena z okazji 50. urodzin 8 czerwca 1983.

## Odbiór przez opinię publiczną

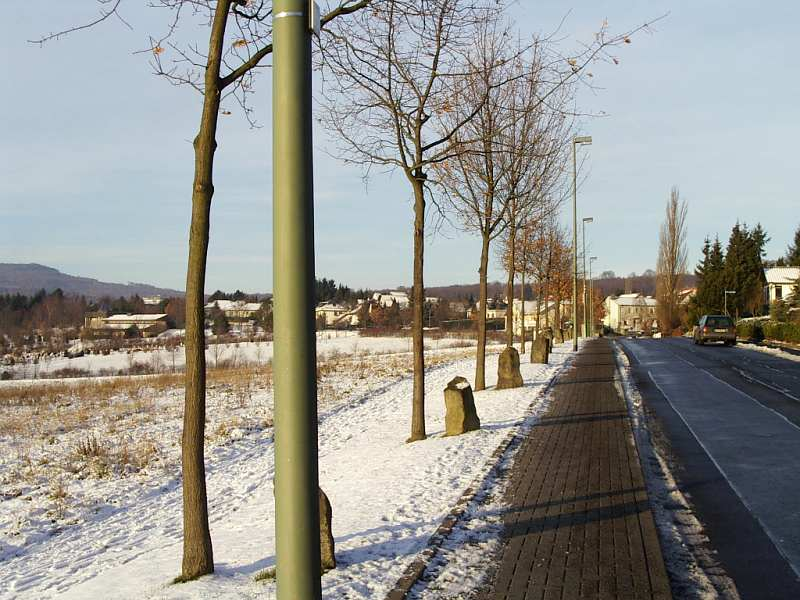
7000 Eichen – Stadtverwaldung statt Stadtverwaltung, Kassel, Wegmannstraße, von O (24 grudnia 2003)

Przedsięwzięcie Beuysa napotykało zwłaszcza na początku na niezrozumienie, niezadowolenie, a nawet opór. Stertę kamieni w 1982 oblano różową farbą. Liczni mieszkańcy zamiast upiększania miasta spodziewali się więcej „liści i ptasiego nawozu”. Protesty nasiliły się po wypadku, gdy kierowca zginął po uderzeniu w już ustawiony kamień. Poziom akceptacji wzrósł, gdy obiekty stały się bardziej widoczne w krajobrazie miasta.
Społeczny oddźwięk instalacji jest nadal silny. Rhea Thönges-Stringaris z Kassel opisuje:

Pewnie nie ma nikogo w Kassel, kto nie natrafiałby prawie codziennie, czy to na alejach, czy na placach drzew Beuysa: jedno drzewo, jeden kamień. Przyzwyczailiśmy się do nich. Są częścią naszego dnia codziennego, a jednocześnie kawałkami niezwykłej, bowiem ostatecznie niewidocznej rzeźby. Nikt nie może zobaczyć jej w całości. Jak wiadomo, trudno wyobrazić sobie „rzeźbę” w zwykłym tego słowa znaczeniu bez konturów. Ale kontury 7000 Dębów nie są namacalne na papierze, na planie miasta.

## Odbiór

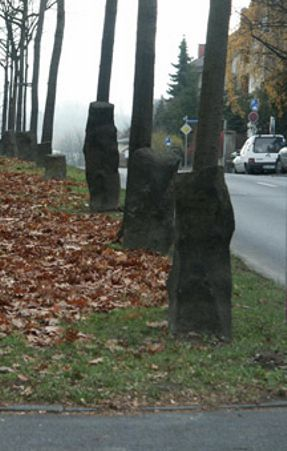
Kassel, Ludwig-Mond-Straße

Inicjatywa 7000 Eichen – Stadt-verwaldung statt Stadt-verwaltung była wyjątkowa w historii wystawy documenta, bowiem objęła dwie edycje. Akcja została nagrodzona 1987/1988 w konkursie heskiego ministerstwa spraw wewnętrznych Ökologische Erneuerung unserer Städte und Gemeinden (Ekologiczne rewitalizacja naszych miast i gmin), co wpłynęło na akceptację mieszkańców Kassel. Drzewa ze skalistymi słupkami stały się charakterystycznym elementem pejzażu miasta i są prezentacją wymyślonego przez Josepha Beuysa „poszerzonego pojęcia sztuki”. Dzieło określone mianem „rzeźby społecznej” trwale wrosło w topografię i tkankę społeczną miasta. Zobowiązuje do aktywnej pielęgnacji i w ten sposób żyje.
W 1993 w Kassel powstało stowarzyszenie „7000 Eichen”, które zajmuje się ochroną i pielęgnacją drzew.
Liczba drzew w Kassel zmienia się: obumarłe nie zawsze są od razu zastępowane, niektóre muszą ustąpić inwestycjom, a znajdowanie alternatywnych lokalizacji wymaga czasu. Według katastru miejskiego jesienią 2002 było 6959 drzew. Stuttgarcki architekt krajobrazu, Johannes Steiner zbierał żołędzie, sadził w doniczkach i przekazywał sadzonki opiekunom (projekt Eichenfeld – pierwsze pokolenie potomków).
W 2002, w okresie, gdy Kassel ubiegało się o tytuł Europejskiej Stolicy Kultury, Olaf-Axel Burow wraz z grupą projektową Zukunftsmoderation der Universität Kassel rozpoczął projekt 7000 Zeichen (7000 znaków), nawiązujący się do koncepcji rzeźby społecznej i 7000 dębów, a który miał na celu pokazać estetykę miasta i mieszkańców. Potencjał twórczy mieszkańców miał być podkreślony poprzez równoległe warsztaty dotyczące przyszłości.
16 marca 2012 świętowano 30 rocznicę inauguracji akcji 7000 dębów i jednej z ulic w Kassel nadano imię Josepha Beuysa. Zasadzone wtedy kolejną grupę drzew z przypisanymi do nich kamieniami.